# 出口京太郎
出口 京太郎（でぐち きょうたろう、1936年〈昭和11年〉8月 - ）は、大本教の幹部。
出口王仁三郎の孫で、出口日出麿・出口直日の長男として京都府綾部市に生まれる。1957年早稲田大学文学部中退。1963年欧米へ日本伝統文化の紹介とエスペランティストとの交流を目的に旅をし、1965年『エスペラント国周遊記』を出版。1966年日本エスペラント学会小坂賞を受賞。1976年宗教法人「大本」総長に就任。現在は大本本部相談役。

## 著作
- 『エスペラント国周遊記』朝日新聞社〈アサヒ・アドベンチュア・シリーズ〉、1965年。[1]
  -  (英語) My travels in Esperanto-land. Oomoto Headquarters. (1968). NCID BA62095983
- 『巨人出口王仁三郎』講談社、1967年。 NCID BN04511991。 ― のち文庫[2]、改版[3][4]
  -  (フランス語) Onisaburo Deguchi, un grand homme. Foundation d'Oomoto. (1972). NCID BA12323907
  -  (英語) The great Onisaburo Deguchi. Oomoto Foundation. (1973). NCID BA13249865
- 「ブラジル・ハリ・キュウ旅行」『季刊人類学』第2巻第3号、京都大学人類学研究会、1971年7月、192-230頁、ISSN 0387-3072、NAID 40000601632。
- 『巨人出口王仁三郎パリに蘇る』講談社、1974年。
- 『地球時代の人類学 : 対談集』梅棹忠夫; 大来佐武郎; 和田祐一; 岩田慶治; 木村重信; 向坂正男; Lockheimer, F. Roy; 岸田純之助; 後藤和彦; 樋口敬二 米山俊直; ドナルド・キーン、中央公論社、1978年。 NCID BN01985402。
- 「大本の健康観とヒーリング (日本民間療法大観)」『思想の科学 第7次』第121号、思想の科学社、1989年10月、p43-48、ISSN 0389-8083、NAID 40004374392。
- 『出口王仁三郎の示した未来へ』[編著]、社会思想社、2002年5月。 NCID BA56897266。 ― のち天声社[5]